# 숲투코투코
숲투코투코(Ctenomys sylvanus)는 투코투코과에 속하는 설치류의 일종이다. 아르헨티나 북서부 살타주와 후후이주 남동부의 토착종이다. 국제 자연 보전 연맹은 붉은투코투코의 이명으로 간주한다.